# Taekwondo
Taekwondo (hangul: 태권도, hanja: 跆拳道, koreansk: taekwondo, "fod-spark-næve systemet") er en koreansk kampsport, som indbefatter spark, slag og blokeringer. Den udgør en samling af mange forskellige kampsportsformer og har sit historiske grundlag i koreansk filosofi. Sportens hovedsagelige ophav findes i taekyon.
Der findes et antal stilarter (organisationer) inden for taekwondo, men de to største er ITF og WTF.
Tae betyder spark, kwon betyder næve og do betyder vej i overført betydning kunsten at; en højere mental tilstand, en måde at leve på, en kultur.

## Taekwondoens historie
Den moderne Taekwondo som vi kender det i dag er kun ca. 50 år gammelt, men det er en kampsport med rødder, der går tusindvis af år tilbage. Man er ikke sikker på om Taekwondo oprindeligt stammer fra Korea. Nogle mener at det stammer fra Kina.[kilde mangler]
Det første tegn på Taekwondo i Korea er et vægmaleri i en hule i nordlige Korea. Det viser tydeligt to mænd i kamp. Det kan dateres til et sted mellem 3 e.kr. – 427 e.kr. og derfor ved man, at Taekwondo var kendt på det tidspunkt.[kilde mangler]
Soo Bak, en af forløberne for Taekwondo, var mest populær under Koryo-dynastiet (918-1392 e.kr). Der blev det dyrket som en sport med fastlagte regler.[kilde mangler] Koryo-dynastiet blev afløst af Yi-dynastiet (1392-1910), hvor konfucianismen blev indført som statsrelegion, hvilket medførte nye regler og normer i samfundet. Dette resulterede blandt andet i, at fysisk udfoldelse kun var for de lavere samfundsklasser. I denne periode blev koreansk kampsport næsten helt glemt, bl.a. fordi hæren overvejende trænede bueskydning.[kilde mangler]
I 1790 skrev to generaler, Yi Dok Mu og Park Tae Ka den første lærebog i koreansk kampsport som involverede 24 forskellige kampstile. Bogen hedder Mu Ye Do Bo Tong Yi.[kilde mangler]
Under Japans besættelse af Korea (1910 – 1945) blev al kulturel aktivitet forbudt,[kilde mangler] dermed også Tae Kyon som Taekwondo hed det på det tidspunkt. Taekwondo blev dog dyrket i hemmelighed.
Japanerne medbragte nye kamsportsgrene til Korea og Tae Kyon falmede lidt.[kilde mangler] Da Korea atter blev frit i 1945 begyndte hæren at undervise i Taekwondo igen og flere nye skoler blev åbnet.
Den 11. april, 1955 mødtes lederne af nogle af de største kampsportsskoler i Korea med henblik på standisering og modernisering inden for Taekwondo.[kilde mangler] De kaldte den Tang So Doo, men navnet blev senere ændret til Taekwondo, da dette navn mindede mere om en af forløberne, nemlig Tae Kyon.
I 1963 blev general Choi Hong Hee leder af det nystiftede International Taekwondo Federation (ITF), men blev udvist af Sydkorea i 1968 på grund af et mislykket militærkup.[kilde mangler]
Kukkiwon blev indviet i 1972. Senere blev Kukkiwon gjort til Taekwondos hovedkvarter.
Den 28. maj, 1973 blev World Taekwondo Federation (WTF) stiftet med Dr. Un Young Kim som præsident. Det første verdensmesterskab blev afholdt i Kukkiwon.
Taekwondo har siden 70'erne ændret sig, således at der nu lægges mere vægt på benteknikker, hvilket Taekwondo er kendt for som sport i dag.[kilde mangler]

## Taekwondo i Danmark
Taekwondo kom til Danmark i 1968, fra Holland.[kilde mangler] Det var to hollandske instruktører som begyndte at undervise i Taekwondo rundt omkring på campingpladser i Danmark. Gunnar Sørensen fandt denne sport interessant, og den blev optaget som disciplin under Dansk Judo Union.
I 1971 startede Gunnar Sørensen den første Danske Taekwondo Klub i Sønderborg. Gunnar Sørensen og hans elever rejste rundt i Danmark for at undervise i Taekwondo. Fra Sønderborg spredte Taekwondo sig til resten af landet og flere klubber fulgte. Sønderborg Taekwondo klub må derfor betegnes som moder klubben for alle Taekwondo klubber i Danmark.
I 1975 blev DTaF (Dansk Taekwondo Forbund) stiftet med Gunnar Sørensen som formand.
I 1976 kom den nuværende stormester Choi Kyoung An (9. dan) til Danmark.
I 1980 blev DTaF optaget i DIF (Dansk Idræts Forbund).
Indtil 1982 var Gunnar Nu Jensen formand for DTaF, hvorefter Jan Jensen, Silkeborg, overtog denne post. Jan Jensen udførte et stort stykke arbejde med at styrke forbundet på det organisatoriske plan, bl.a. blev forbundets ledelse effektiviseret og moderniseret. Hans tid på formandsposten var præget af det forretningsmæssige, hvilket også kunne ses i afviklingen af det vel gennemførte W.M. i taekwondo i 1983 (København).
I 1989 overtog Thommas Holt, Nordborg, formandsposten efter Jan Jensen.
Danmark har gjort sig særligt positivt bemærket i internationale Taekwondo sports arena. I den tekniske disciplin har Peter blandt andet vundet 3 europamesterskaber i træk (2000-2003)..
Der findes flere forskellige interesseorganisationer under DTaF.[kilde mangler] Som arbejder uafhængigt af hinanden og DTaF.[kilde mangler] Med egne stormestere, Dan gradueringer, kurser samt lejre.
De to største organisationer hedder Sim Uu med Master Ko, og Choi´s Venner (CV) med Master Choi.
Enkelte klubber er med i mindre sammenslutninger som, Traditionel Taekwondo Union, under Grandmaster Cho Woon Sup, 9. Dan fra Norge og sammenslutningen under Grandmaster Shin Boo-Young, 9. Dan fra Tyskland.

## Træningens indhold
Taekwondo i Danmark trænes meget bredt og fokus skifter mellem klubberne alt efter kutyme og instruktører.[kilde mangler]
Enkelte klubber arbejder med Qi (Ki/Chi) træning, også kendt som Qi Gong.[kilde mangler]
Taekwondo er først og fremmest sport,[kilde mangler] men en mindre del af træningen tilbydes som regel også som selvforsvar.
Taekwondo er selvforsvar og man må kun starte en kamp hvis man bliver truet eller slået
Man kan groft opdele Taekwondo i følgende dele:

## Fysisk træning
Taekwondo er fysisk en relativt krævende sport så derfor består en stor del af træningen oftest af opvarmning, styrketræning og konditionstræning.
Som sport er der meget fokus på eksplosivitet og hurtighed, så derfor er mange af øvelserne med kun få gentagelser med høj hastighed, i stedet for udholdenshedsøvelser, da dette ikke gavner udøverens hurtighed.[kilde mangler]

## Grundteknik
Grundteknikkerne er grundstammen i Taekwondo, hvor man lærer alle de forskellige stande, blokeringer, slag og spark.
Disse er med til at øge de motoriske færdigheder og er en stor del af bedømmelsesgrundlaget ved gradueringer.
De sammensatte grundteknikker, kaldet Poomse, består af en række bestemte handlinger og skal forstås som kamp mod imaginære modstandere, som kommer fra alle sider.
Poomserne består hovedsageligt af håndteknikker, men indeholder også enkelte spark.

## Konkurrenceteknik
Der bliver afholdt konkurrencer i teknik, hvor man enten alene eller flere synkront viser en serie af teknikker, som bliver bedømt på kraft, balance og korrekt udførelse. Til disse stævner er der også konkurrencer i speedbreak, hvor deltagerne skal flække flest brædder på kortest tid. Brædderne flækkes ved at benytte spark og slag. Det er ikke tilladt at benytte sko eller andre hjælpemidler. Brædderne er oftest spånplader, men der kan også benyttes beton. I varianten showbreak gælder det om at udføre de mest spektakulære gennembrydninger.
I løbet af de senere år er også et-skridts kamp blevet en del af teknik-stævnerne, hvor man parvis viser laver nogle selvforsvars øvelser med slag, spark og kast, på hinanden.
Konkurrence-teknik delen er blevet tiltagende mere populær i løbet af de senere år,[kilde mangler] og der afholdes nu også Verdensmesterskaber i disciplinen – i 2007 blev Ky Tu Dang den første danske verdensmester i teknik.

## Sportskonkurrencer
Taekwondo er en af de få kampsportsgrene som er med ved OL, der kæmpes på et afmærket areal og man er iført beskyttelsesudstyr.
Der kan scores point ved slag eller spark til et afgrænset område midt på forsiden af overkrop eller spark til ansigt eller siderne af hovedet. Lårspark er ikke tilladt.
Konkurrencerne afvikles med kontakt til hovedet og overkrop og afvikles på 2 runder (somme tider 3), og hver runde varer 2 minutter. Er konkurrencen pointmæssigt endt lige efter de ordinærer runder, forlænges konkurrencen med en ekstra omgang enten kaldt "Sudden Death" eller "Golden Point". Ender denne runde også uden point, skal dommerne ud fra konkurrenternes præstation i denne omgang bedømme, hvem der er vinderen.
- Konkurrencerne er lagt på pointgivning, hvor hurtighed mod de legale pointområder bliver afgørende for pointsamlingen, dette resulterer i at sagen drejer sig ikke om at ramme hårdest, men derimod at ramme først.
Elektroniske veste er fra år 2008 indført ved alle de større stævner. Vestene fungerer ved at sensorer er placeret på fødderne og vesten reagerer ved en kraftpåvirkning, der er forudbestemt for hver vægtklasse. De elektronisk veste er med til at eliminere fejlbedømmelser og øger publikumsvenligheden ved at pointene bliver synlige øjeblikkeligt. I Danmark og Korea bruges veste af Daedo eller Kpnp, der er godkendt af WT (World Taekwondo) hvor kæmperen også har fodbeskyttere på som registrerer gyldige point, i andre europæiske lande anvendes Adidas' udgave af elektroniske veste, hvor pointene registreres af det tryk vesten modtager.
Der gives 2 point ved spark til vesten og 3 point ved spark til hovedet. Der gives 2 bonuspoint (technical points) ved hvis sparket udføres med bagom eller hvor man drejer om sig selv først. Dertil gives der 1 point ved et korrekt slag til kroppen.
De nyeste regler er opdateret pr. 1. juni 2018 .

## Selvforsvar
Selvforsvarstræningen varierer fra kontrolteknikker (ledmanipulationer, låse og kast) mod modstander(e), til forsvarsteknikker mod bevæbnede modstander(e).
Nogle taekwondo-klubber i Danmark har indført en mere fuld-kontakt træning, hvor der trænes med full-face hjelme, hvor man samtidigt forsøger at øge stress-niveauet blandt andet ved hjælp af råb, skub og høj musik, hvorved man træner situationer, der kunne forekomme i virkeligheden.[kilde mangler]
En stilart inden for taekwondo er Ji-sig Taekwondo, Ji-sig betyder kundskab. Stilarten kommer fra Danmark, hvor Shihan Stefan Samblen fik godkendt systemet 19 maj. 2012 , i Ji-sig Taekwondo findes der ingen konkurrencer, da fokus ligger i efektivt og realistisk selvforsvar, ud fra de grundelementer der kommer fra Taekwondo 
Samtidigt er der også undervisning i det psykiske aspekt – konflikthåndtering, hvordan man undgår overfald, og hvordan man taler sig ud af en ophidset situation.[kilde mangler]

## Træningsuniformen
Træningsdragten hedder en do-bok. Den består af en overdel, bukser og et bælte. Den fungerer ikke blot som træningstøj, men syboliserer mange ting, bl.a. cirkel, firkant og trekant som er vigtige symboler i den østlige filosofi.[kilde mangler] Derfor er det vigtigt at en do-bok behandles med ære og respekt.
- Cirklen findes omkring bæltestedet – den symboliserer himlen[kilde mangler]
- Firkanten findes i ærmerne og på overdelen af dragten – de symboliserer jorden[kilde mangler]
- Trekanten findes omkring hoften og ved V-udskæringen – den symboliserer mennesket[kilde mangler]
- Dobokkens hvide farve symboliserer begyndelsen på universet og renhed.[kilde mangler]

### Bæltet
Bæltet er en meget vigtig del af doboken. Det repræsenterer mennesket,[kilde mangler] og bæltets farve symboliserer hvor langt, sportsudøveren teknisk er nået i sporten:
- Hvid – Menneskets undfangelse – starten på Taekwondo[kilde mangler]
- Hvid med gul streg- Fødsel – man er kommet i gang med sit Taekwondo liv[kilde mangler]
- Gul
- Orange(/gul med grøn streg) bruges hvis man er under 15 år, og afhængig af hvilket klub man kommer fra [kilde mangler]
- Grøn – Harmoni, afslappethed – Taekwondo er en naturlig del af ens liv[kilde mangler]
- Grøn med blå streg- kun hvis du under 15 år.
- Blå – Genfødsel – man går fra at være begynder i Taekwondo til at blive øvet[kilde mangler]
- Blå med rød streg
- Rød – Passion, indlevelse – man viser vilje og arbejder hårdt på at nå sit mål[kilde mangler]
- Rød med sort streg- har bestået første prøve[kilde mangler]
- Rød med to sorte streger- kan begynde at undervise, og har bestået anden prøve[kilde mangler]
- Rød med tre sorte streger-  lærling til mesteren, og har bestået tredje og sidste prøve[kilde mangler]
- Sort – Fuldenthed – man er ikke fuldendt lige med det samme, men her fra begynder man at tænke over og forstå Taekwondo teknikkerne og det er ikke længere blot mekaniske bevægelser.[kilde mangler]
- 1. dan
- 2. dan
- 3. dan
- 4. dan- master
- 5. dan
- 6. dan
- 7. dan
- 8. dan - Grandmaster
- 9. dan
- 10. dan - æresdan (hvis man er død, ikke noget man træner reelt op til)

Bæltets koreanske navn er "tti/지.
Der er forskel på bæltefarverne landene i mellem og de diverse klubber. Dog er Hvid, Rød og Sort bælte gældende i alle lande. I den nævnte rækkefølge.